# Saltos ornamentais no Campeonato Europeu de Esportes Aquáticos de 2016 - Trampolim 3 m individual feminino
A prova do trampolim 3 m individual feminino dos saltos ornamentais no Campeonato Europeu de Esportes Aquáticos de 2016 ocorreu no dia 14 de maio em Londres, no Reino Unido. 

## Calendário
| Fase       | Data       | Hora  |
| ---------- | ---------- | ----- |
| Preliminar | 14 de maio | 10:00 |
| Final      | 14 de maio | 15:30 |

Todos os horários estão no horário local (UTC+0)

## Medalhistas
| Ouro                 | Prata               | Bronze           |
| Tania Cagnotto (ITA) | Uschi Freitag (NED) | Grace Reid (GBR) |

## Resultados
Esses foram os resultados da competição.
| Pos.              | Saltadora           | Nacionalidade | Preliminar | Preliminar | Final  | Final |
| Pos.              | Saltadora           | Nacionalidade | Pontos     | Pos.       | Pontos | Pos.  |
| ----------------- | ------------------- | ------------- | ---------- | ---------- | ------ | ----- |
| Medalha de ouro   | Tania Cagnotto      | Itália        | 315.45     | 2          | 360.60 | 1     |
| Medalha de prata  | Uschi Freitag       | Países Baixos | 303.35     | 4          | 330.60 | 2     |
| Medalha de bronze | Grace Reid          | Reino Unido   | 300.95     | 5          | 328.55 | 3     |
| 4                 | Rebecca Gallantree  | Reino Unido   | 306.60     | 3          | 323.25 | 4     |
| 5                 | Olena Fedorova      | Ucrânia       | 289.80     | 7          | 317.10 | 5     |
| 6                 | Inge Jansen         | Países Baixos | 291.40     | 6          | 309.25 | 6     |
| 7                 | Nora Subschinski    | Alemanha      | 279.20     | 10         | 303.30 | 7     |
| 8                 | Tina Punzel         | Alemanha      | 286.20     | 8          | 291.25 | 8     |
| 9                 | Alena Khamulkina    | Bielorrússia  | 285.00     | 9          | 269.50 | 9     |
| 10                | Anastasiia Nedobiga | Ucrânia       | 326.25     | 1          | 269.45 | 10    |
| 11                | Francesca Dallapé   | Itália        | 261.30     | 11         | 262.40 | 11    |
| 12                | Rocío Velázquez     | Espanha       | 255.80     | 12         | 224.30 | 12    |
| 13                | Emma Gorebrant      | Suécia        | 255.25     | 13         |        |       |
| 14                | Daniella Nero       | Suécia        | 253.35     | 14         |        |       |
| 15                | Marcela Marić       | Croácia       | 245.70     | 15         |        |       |
| 16                | Diana Chaplieva     | Rússia        | 245.55     | 16         |        |       |
| 17                | Clara Della Vedova  | França        | 243.85     | 17         |        |       |
| 18                | Kristina Ilinykh    | Rússia        | 242.15     | 18         |        |       |
| 19                | Natasha MacManus    | Irlanda       | 235.80     | 19         |        |       |
| 20                | Madeline Coquoz     | Suíça         | 232.35     | 20         |        |       |
| 21                | Genevieve Green     | Lituânia      | 228.65     | 21         |        |       |
| 22                | Jessica Favre       | Suíça         | 224.50     | 22         |        |       |
| 23                | Anne Tuxen          | Noruega       | 210.65     | 23         |        |       |
| 24                | Maja Borić          | Croácia       | 208.50     | 24         |        |       |
| 25                | Taina Karvonen      | Finlândia     | 193.25     | 25         |        |       |
| 26                | Indrė Girdauskaitė  | Lituânia      | 179.05     | 26         |        |       |